# Davisson-Germer-Preis
Der Davisson Germer Prize in Atomic or Surface Physics ist ein von der American Physical Society jährlich seit 1965 für herausragende Arbeiten in Atomphysik und Oberflächenphysik vergebener Preis. Er ist nach Clinton Davisson und Lester Germer, den Entdeckern der Elektronenbeugung, benannt. Der Preis ist mit 5000 Dollar dotiert (2007).

## Preisträger
- 1965: George J. Schulz
- 1967: H. Richard Crane
- 1970: Hans Georg Dehmelt
- 1972: Erwin Wilhelm Müller
- 1974: Norman Ramsey
- 1975: James J. Lander, Homer D. Hagstrum
- 1976: Ugo Fano
- 1977: Walter Kohn, Norton Lang
- 1978: Vernon Hughes
- 1979: Joel Appelbaum, Donald Robert Hamann
- 1980: Alexander Dalgarno
- 1981: Robert Gomer
- 1982: Llewellyn Thomas
- 1983: Ward Plummer
- 1984: Manfred A. Biondi, Gordon H. Dunn
- 1985: J. Gregory Dash
- 1986: Daniel Kleppner
- 1987: Maurice B. Webb
- 1988: John Lewis Hall
- 1989: Peter J. Feibelman
- 1990: David Wineland
- 1991: Neville V. Smith
- 1992: Larry Spruch
- 1993: Joseph Demuth
- 1994: Carl E. Wieman
- 1995: Max G. Lagally
- 1996: Thomas Francis Gallagher
- 1997: Jerry Tersoff
- 1998: Sheldon Datz
- 1999: Steven G. Louie
- 2000: William Happer
- 2001: Donald M. Eigler
- 2002: Gerald Gabrielse
- 2003: Rudolf M. Tromp
- 2004: Paul Julienne
- 2005: Ernst G. Bauer
- 2006: C. Lewis Cocke
- 2007: Franz Himpsel
- 2008: Horst Schmidt-Böcking
- 2009: Yves Chabal, Krishnan Raghavachari
- 2010: Chris H. Greene
- 2011: Joachim Stöhr
- 2012: Jean Dalibard
- 2013: Geraldine L. Richmond
- 2014: Nora Berrah
- 2015: Tai-Chang Chiang, Miquel B. Salmeron
- 2016: Randall G. Hulet
- 2017: Eli Rotenberg, Stephen Kevan
- 2018: John E. Thomas
- 2019: Randall Feenstra
- 2020: Klaas Bergmann
- 2021: Michael F. Crommie
- 2022: David S. Weiss
- 2023: Feng Liu
- 2024: Anne L’Huillier
- 2025: Gwo-Ching Wang